# 방세진
방세진(1991년 9월 7일 ~ )은 대한민국의 가수다. 2015년 디지털 싱글 앨범 [시간 참 빠르다]로 데뷔했다.

## 학력
- 우석대학교 졸업

## 방송
- 슈퍼스타K 3 (2011)
- 슈퍼스타K 4 (2012)
- K팝스타 2 (2012)
- 슈퍼스타K 5 (2013)
- 너의 목소리가 보여 1 (2015)
- 팬텀싱어 3 (2020) - Top74
- 트로트의 민족 (2020) - Top22(21위)
- 내일은 국민가수 (2021) - Top42(40위)